# Pustelnia Hoholicka
Pustelnia Hoholicka lub Oholicka – prawosławny klasztor funkcjonujący do XVII w. w okolicach Petrykowa.
Monaster nie był wspólnotą cenobityczną, ale zespołem pustelni-pieczar, w których mnisi żyli pojedynczo, w ograniczonym kontakcie ze sobą. Mnisi byli zgromadzeni wokół drewnianej cerkwi św. Dymitra. Według Iniessy Sluńkowej życie monastyczne w Pustelni Hoholickiej zostało zapoczątkowane w XVI w., gdy miejscowe ziemie należały jeszcze do książąt Olelkowiczów-Słuckich. Antoni Mironowicz wskazuje jako fundatorów Chodkiewiczów, którzy objęli miejscowy majątek dopiero w wieku XVII. Chodkiewiczowie zapisali klasztorowi, jako uposażenie, dwa folwarki z 42,5 włókami ziemi. Moment zamknięcia monasteru nie jest znany.